# 朱镇乡
朱镇乡，是中华人民共和国四川省南充市阆中市曾经下辖的一个乡。2019年10月，撤销朱镇乡和宝马镇，将其所属行政区域划归洪山镇管辖。

## 行政区划
朱镇乡撤销前下辖以下地区：
陵江村、猫儿井村、沿河村、王家山村、鹤林村、太华村、封阳村和金镶村。